# Зоран Илић (вајар)
Зоран Илић (рођен у Крагујевцу, 6. октобра 1945) српски је вајар. Најпознатија његова дела су скулптуре на улицама Крагујевца, међу којима је и 18 метара висок Ђурђевдански крст на улазу у град.

## Биографија
Зоран Илић рођен је 1945. године у Крагујевцу, као други син у породици Радомира и Радмиле Илић. У родном граду завршио је основну школу, а затим се уписао на фризерски занат како би наставио породичну традицију. Његов отац и стриц заједно су водили женски фризерски салон „Браћа Илић”. Диплому женског фризера стекао је 1963. године, после чега одлази у војску где је стекао и диплому мушког фризера.
Прве озбиљан додир са уметношћу Зоран Илић је имао у Ликовном студију крагујевачког Дома омладине. Из овог студија поникли су многи крагујевачки ликовни уметници. Године 1968. уписао се на Ликовну академију у Београду, где је и дипломирао 1974. Већ од следеће године добија посао наставника ликовног васпитања у средњој школи, на ком месту остаје до 2000. године. До 2010. ради као „слободњак” у свом атељеу, да би 2010. добио место вајара у Дирекцији за урбанизам, где се и пензионисао.
Од 80-их Илић редовно одлази у манастир Хиландар. Са породицом живи у Крагујевцу.

## Уметнички рад
У Илићевом уметничком стваралаштву доминира рељеф као уметнички израз, али се бави и иконописањем. Урадио је неколико скулптура, које се данас налазе на улицама Крагујевца. О његовом уметничком раду песник Радован Шаренац је рекао: „Илићев опус условно (и грубо) се може поделити на две доминантне целине: духовно/религиозну и световно/ потребну. Истовремено, не треба сметнути са ума и дела која су „на прелазу светова” измеланжирана одликама из оба наведена света. Свакако да религиозни мотиви и канони византијског и православног плитког рељефа преовлађују делом овог аутора. Никако не смемо да заборавимо ни његове домете у апстрактним минималистичким формама, у којима достиже завидно скулпторско мајсторство.”

### Најпознатија дела
- Споменик краљу Александру I Карађорђевићу (око 2000)
- Споменик Јовану Ристићу (2004)
- Споменик „Успење” (2007)
- Ђурђевдански крст (2010)

## Галерија
- Споменик краљу Александру испред Соколане
- Споменик Јовану Ристићу на истоименом тргу
- Споменик „Успење” у центру гада
- Ђурђевдански крст на улазу у Крагујевац